# Buddleja subherbacea
Buddleja subherbacea là một loài thực vật có hoa trong họ Huyền sâm. Loài này được Keenan mô tả khoa học đầu tiên năm 1969.